# Bussy-lès-Daours
Bussy-lès-Daours is een gemeente in het Franse departement Somme (regio Hauts-de-France) en telt 325 inwoners (1999). De plaats maakt deel uit van het arrondissement Amiens.

## Geografie
De oppervlakte van Bussy-lès-Daours bedraagt 8,1 km², de bevolkingsdichtheid is 40,1 inwoners per km².
De onderstaande kaart toont de ligging van Bussy-lès-Daours met de belangrijkste infrastructuur en aangrenzende gemeenten.

## Demografie
Onderstaande figuur toont het verloop van het inwonertal (bron: INSEE-tellingen).